# Richard-Wagner-Stätten
De Richard-Wagner-Stätten vormen samen een museum in Graupa, een buurtschap aan de Elbe ten zuidoosten van Dresden in de Duitse deelstaat Saksen. De locaties bestaan uit het Lohengrinhaus en het jagersslot en ze zijn gewijd aan de componist Richard Wagner.
De Richard-Wagner-Stätten ontstonden in het 200e geboortejaar, in 2013, door aan het Wagner-Museum in het Lohengrinhaus een permanente expositie toe te voegen in het jagersslot. Het Wagner-Museum werd in 1907 opgericht door de onderwijzer Max Gaßmeyer in het Schäferschen Großbauernhaus, zoals dat toen nog genoemd werd. Toen Wagner van 1842 tot 1849 Hofkapelmeister was in Dresden, verbleef hij in 1846 vijf weken in dit huis, om zijn opera Lohengrin te componeren. Hier ontvingen hij en zijn vrouw een groot aantal collega's en vrienden, waaronder de 16-jarige Hans von Bülow. Dit museum werd van 2006 tot 2007 grondig gerenoveerd.
De expositie in het slot combineert traditionele en moderne presentatietechnieken waarmee inzicht wordt gegeven in de vroege jaren van Wagner. In de periode in Leipzig, waarin hij zijn muzikale opleiding kreeg en dicht bij zijn familie was, werd hij wezenlijk anders beïnvloed dan in zijn tijd in Dresden waar hij naar de Kreuzschule ging en Hofkapelmeister was.
|  |  |